# Romería de San Eugenio

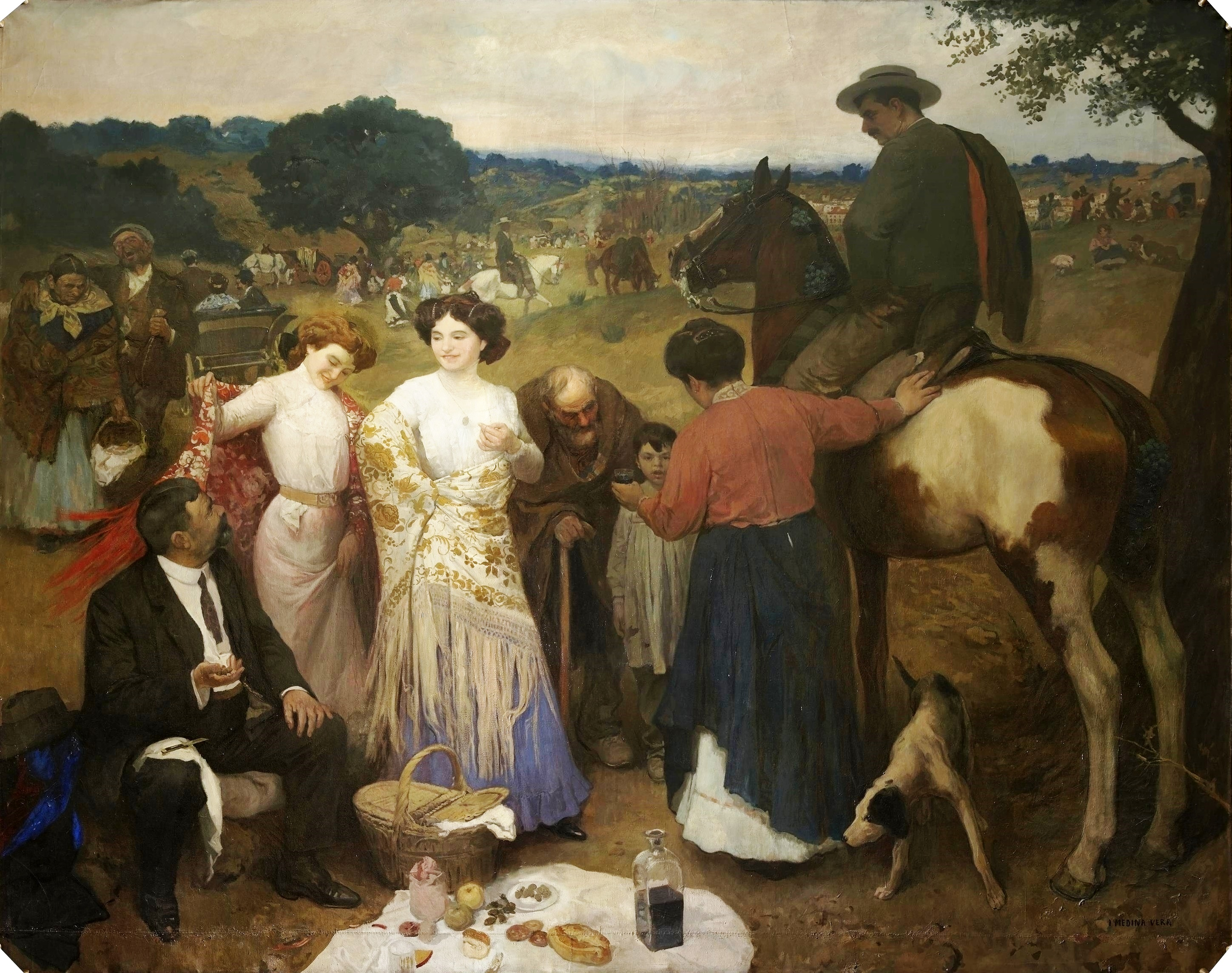
La Romería de San Eugenio, de Inocencio Medina Vera. Ca. 1910. (Museo del Prado, Madrid).

La romería de San Eugenio (denominada también como romería de la Bellota) es una celebración festiva en Madrid cada 15 de noviembre. El centro es la ermita de El Cristo de El Pardo (ubicado en las cercanías del actual convento del Cristo). La tradición romera nace del día que se dio permiso real para recolectar bellotas de las numerosas encinas existentes en los alrededores del Real Sitio del Pardo. Esta costumbre dio lugar a la romería, que tiene sus orígenes a mediados del siglo XVII. Es la última romería madrileña campestre del año (la primera es la de San Blas). 

## Historia
A comienzos del siglo XVII los alrededores de El Pardo eran un terreno vedado al que sólo podía acceder la Corte. Según narra la leyenda popular el rey Felipe IV cuando paseaba por los terrenos se encontró con una persona que recogía bellotas del suelo. Al interrogarle por el motivo de tal actitud, él le dijo que era para su sustento. Algo que impresionó al monarca, permitiendo que el día 15 de noviembre todo el que quisiera pudiera recoger las bellotas de las encinas de El Pardo. Surgió así la romería de las bellotas del día de San Eugenio. El punto de congregación suele ser el convento del Cristo, lugar donde reside la talla del cristo yacente de El Pardo.

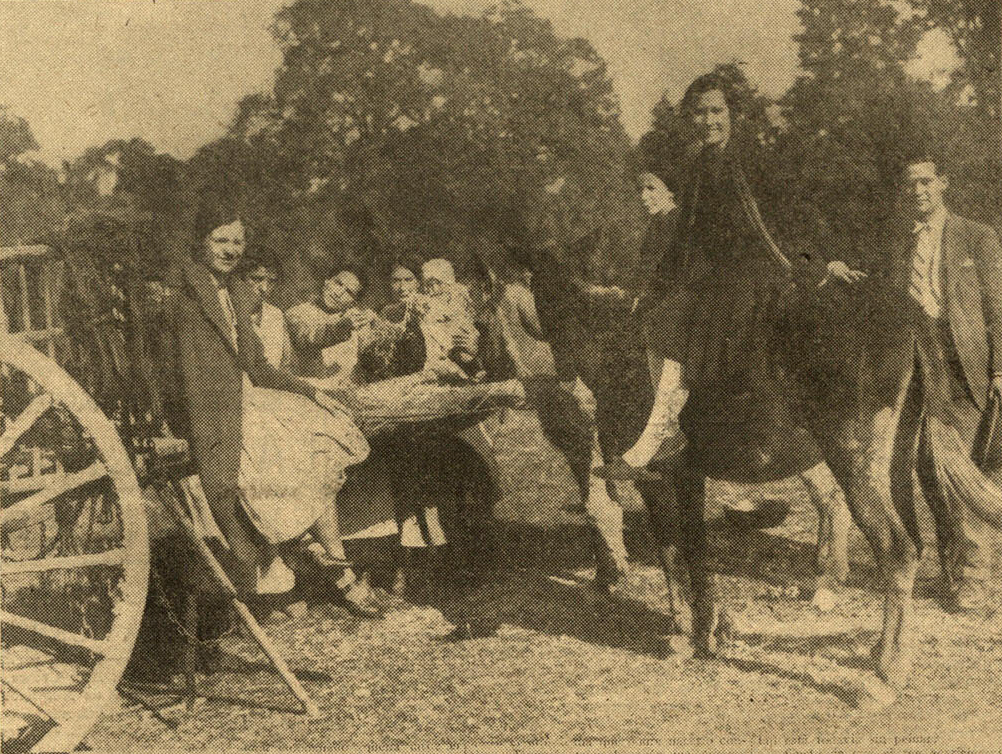
Grupo de madrileños celebrando San Eugenio el 15 de noviembre de 1926

La romería no se pudo celebrar durante la guerra civil al ser parte del frente de combate. Y posteriormente  en el año 1940 al convertir el palacio de El Pardo en la residencia del jefe del Estado, la romería perdió interés. A finales del siglo XX se vuelve a celebrar, haciendo pregón de fiestas en el distrito de Fuencarral-El Pardo. La celebración es móvil en el calendario, y suele ocurrir entre el día 15 y el 30 de noviembre.

## La romería en la cultura
La romería tenía un intenso sabor popular que quedó reflejado en jotas diversas. Dichos populares relativos a la cercanía del invierno:

Abrígate, mi niña, “pa” San Eugenio, que El Pardo y la bellota traen invierno

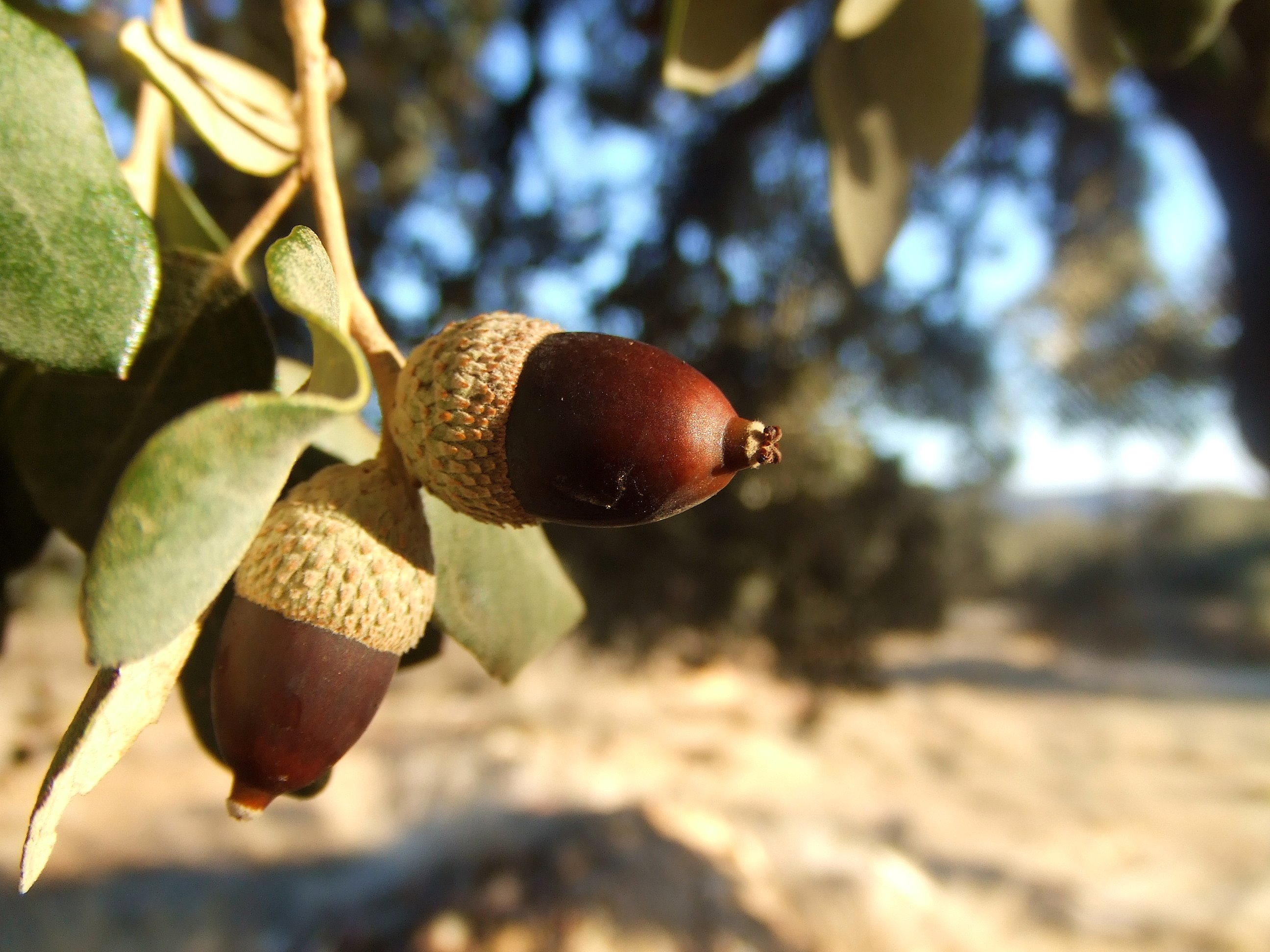
Bellotas de encina carrasquera.

La zarzuela en tres actos en verso, con libreto de Luis Mariano de Larra, titulada El barberillo de Lavapiés tiene el origen de su historia en la celebración de esta romería. En 1874 en el Teatro de la Zarzuela de Madrid. En el terreno del cine la película española titulada La maja del capote (1944) de Fernando Delgado de Lara ambienta sus comienzos igualmente en la romería. El pintor español Inocencio Medina Vera (1876-1918) retrata el ambiente festivo en un cuadro titulado La romería de San Eugenio.
Originalmente, el pasodoble El Relicario compuesto en 1914 por José Padilla, siendo sus letristas Armando Oliveros y José María Castellví, comienza:

Un día de San Eugenio yendo hacia El Pardo le conocí

Con el tiempo, probablemente por la pérdida de vigencia de la festividad, muchos intérpretes han cambiado “Pardo” por “prado”.